# ディンケルラント
ディンケルラント（オランダ語: Dinkelland [ˈdɪŋkəlɑnt] ( 音声ファイル)）は、オランダ東部のオーファーアイセル州にあるヘメーンテ（基礎自治体）。2002年にデネカンプ（Denekamp、市の中心地区の名前に由来する）から改称された。ディンケラントとも表記される。

## 地区
- ブレクレンカンプ (Breklenkamp)
- デネカンプ (Denekamp)
- ドゥールニンヘン (Deurningen)
- ドゥルダー (Dulder)
- ハンメルケ (Gammelke)
- フロート・アヘロ (Groot Agelo)
- ヘット・スティフト (Het Stift)
- クライン・アヘロ (Klein Agelo)
- ラットロプ (Lattrop)
- レムセロ (Lemselo)
- ノールト・ドゥールニンヘン (Noord Deurningen)
- ノールダイク (Noordijk)
- ヌッター (Nutter)
- オートマルスム (Ootmarsum)
- アウト・オートマルスム (Oud Ootmarsum)
- ロッスム (Rossum)
- サースフェルト (Saasveld)
- ティリヒテ (Tilligte)
- フォルテ (Volthe)
- ウェールセロ (Weerselo)